# Нясюккяярви
Нясюккяярви (фин. Näsykkäjärvi) — озеро на северо-западе Мурманской области в Печенгском районе, близ границы с Норвегией, в 6 км на запад от посёлка Печенга.
Площадь поверхности — 7,49 км². Высота над уровнем моря — 65,8 м.
Из озера вытекает река Нясюккяйоки, приток реки Печенги, впадающей в Баренцево море.